# خورخي غارسيا مارين
خورخي غارسيا مارين (بالإسبانية: Jorge García Marín)‏ هو دراج إسباني، ولد في 23 أبريل 1980 في سرقسطة في إسبانيا.

## وصلات خارجية
- خورخي غارسيا مارين على موقع الاتحاد الدولي للدراجات (الإنجليزية)
- خورخي غارسيا مارين على موقع أرشيف الدراجات (الإنجليزية)
- خورخي غارسيا مارين على موقع إحصائيات الدراجات الإحترافية (الإنجليزية)
- خورخي غارسيا مارين على موقع نسبة الدراجات (الإنجليزية)